# Bruno Köhler

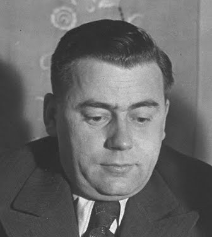
Bruno Köhler (1938)

Bruno Köhler (* 16. Juli 1900 in Neustadt an der Tafelfichte, Österreich-Ungarn, heute Nové Město pod Smrkem in Tschechien; † 21. März 1989 in Prag) war ein tschechoslowakischer Politiker der Kommunistischen Partei der Tschechoslowakei (KSČ).

## Leben
Köhler war seit seiner Jugend der Tschechischen Sozialdemokratischen Partei (ČSSD) verbunden, trat aber später der aus ihrem linken Flügel entstandenen und am 14. Mai 1921 gegründeten Kommunistischen Partei der Tschechoslowakei als Mitglied bei. Er war zeitweise Vorsitzender der Jugendorganisation der KSČ und Ende der 1920er Jahre Absolvent der Internationalen Lenin-Schule in Moskau (sog. „Parteischule der Komintern“). Nach seiner Rückkehr wurde er hauptamtlicher Funktionär der KSČ-Führung um Klement Gottwald und aufgrund seiner Verbindungen zu führenden Personen der Kommunistischen Partei der Sowjetunion (KPdSU) oftmals an der Auslegung der Parteilinie beteiligt, die bei Streitigkeiten zum Ausschluss aus der Partei führen konnte. Er schloss sich der radikalen, moskau- und kominternorientierten Gruppe um Klement Gottwald an, die später unter dem Beinamen Buben von Karlín („karlínští kluci“) in die Geschichte einging. Auf dem V. Parteitag der KPTsch im Februar 1929 übernahmen diese jungen Funktionäre die Macht in der KPTsch. Er wurde bei der Wahl vom 19. Mai 1935 in das Abgeordnetenhaus (Poslanecká sněmovna) der Tschechoslowakei gewählt und gehörte diesem bis zum 30. Oktober 1938 an, nachdem es im Zuge der Sudetenkrise zu Grenzverschiebungen kam. Im Anschluss war er als Redakteur in Radčice tätig, ehe er während des Zweiten Weltkrieges ins Exil nach Frankreich sowie später in die Sowjetunion ging.
Nach seiner Rückkehr aus der Sowjetunion wurde Köhler 1945 Leiter des Büros des Sekretariats des Zentralkomitees (ZK) und 1947 auch Mitglied des ZK der KSČ. Er war zwischen Januar und dem 7. September 1951 erstmals sowie vom 31. Januar 1953 bis zum 11. Juni 1954 erneut Mitglied des Organisationssekretariats des ZK. Auf dem X. Parteitag (11.–15. Juni 1954) sowie auf dem darauf folgenden XI. Parteitag (18.–21. Juni 1958) wurde er nicht nur als ZK-Mitglied bestätigt, sondern zugleich auch Mitglied des Sekretariats und Sekretär des ZK. Am 12. Juni 1960 wurde er zudem Mitglied der Nationalversammlung der Tschechoslowakischen Sozialistischen Republik (Národní shromáždění republiky socialistické Československé) und gehörte dieser bis zum 13. Juni 1964 an. 
Im Juni 1961 wurde er des Weiteren Kandidat des Politbüros des ZK, verlor diesen Posten jedoch bereits ein Jahr später auf dem XII. Parteitag (4.–8. Dezember 1962). Auf diesem wurde er als Mitglied des ZK bestätigt, zugleich auch wieder als Mitglied des Sekretariats und Sekretär des ZK. Im April 1963 verloren er und Václav Slavík vorzeitig ihre Funktionen als Mitglied des Sekretariats und Sekretär des ZK an Čestmír Císař und František Penc. Grund für die Entlassung waren die Untersuchungen einer Kommission unter dem Vorsitzenden Drahomír Kolder zu den Schauprozessen der 1950er Jahre und andere rechtswidrige gerichtliche und politische Praktiken einer Gruppe konservativer kommunistischer Funktionäre. Auf dem XIII. Parteitag der KSČ (31. Mai – 4. Juni 1966) wurde er schließlich nicht mehr zum Mitglied des ZK gewählt.